# Enzo Paci
Enzo Paci (Monterado, 18 settembre 1911 – Milano, 21 luglio 1976) è stato un filosofo italiano, tra i più espressivi rappresentanti della fenomenologia e dell'esistenzialismo in Italia.

## Biografia
Nato a Monterado (provincia di Ancona), intraprese gli studi elementari e medi a Firenze e Cuneo. Nel 1930 si iscrisse al corso di filosofia dell'Università degli Studi di Pavia, seguendo soprattutto le lezioni di Adolfo Levi. Nel frattempo collaborò con Anceschi alla rivista Orpheus. Si trasferì dopo due anni all'Università degli Studi di Milano dove divenne allievo di Antonio Banfi, con il quale si laureò nel novembre del 1934 discutendo una tesi dal titolo Il significato del Parmenide nella filosofia di Platone. Collabora alla rivista Il Cantiere.
Nel 1935 iniziò il servizio militare nell'esercito, ma nell'ottobre del 1937 viene congedato. Richiamato nel 1943 come ufficiale allo scoppio della seconda guerra mondiale, venne catturato in Grecia dopo l'8 settembre 1943 e inviato presso il campo di prigionia di Sandbostel. Trasferito successivamente nella struttura di Wietzendorf, qui ebbe modo di conoscere Paul Ricœur, con il quale riuscì in quella sede a leggere Idee per una fenomenologia pura e per una filosofia fenomenologica di Edmund Husserl e a costruire un rapporto di amicizia.
Incominciò la sua carriera di docente insegnando filosofia teoretica all'Università di Pavia (1951-1957), mentre, a partire dall'anno accademico 1957-1958, successe a Giovanni Emanuele Barié all'Università Statale di Milano.
Dopo aver inizialmente collaborato con la rivista Filosofia, nel 1951 fondò la rivista aut aut, che diresse fino al 1976; il periodico costituisce una testimonianza dei suoi variegati interessi letterari e culturali. Il nome della rivista richiama uno dei testi più famosi del filosofo danese Søren Kierkegaard, precursore dell'esistenzialismo nel suo proposito di accogliere l'irriducibile paradossalità dell'esistenza e l'ostacolo che questa impone al sapere.
Tra i suoi allievi più famosi ricordiamo Giovanni Piana, Carlo Sini, Salvatore Veca, Pier Aldo Rovatti, Mario Vegetti, Guido Davide Neri, Stefano Zecchi.

## Pensiero
(Carlo Sini)
Carlo Sini individua l'inizio dell'intera speculazione filosofica di Paci già a partire dalla sua tesi di laurea: in alcune frasi della breve Prefazione vediamo il filosofo marchigiano, ancora ventitreenne, esprimere una specifica interpretazione della filosofia dell'esistenza, dimostrando già un grado elevato di comprensione del proprio tempo e delle proprie inclinazioni.

### L'esistenzialismo
Paci giunge perciò all'esistenzialismo attraverso lo studio di Platone. Base dell'esistenzialismo di Paci è la relazione, intesa come condizione di esistenza di tutti gli avvenimenti che costituiscono il mondo. Evento è anche l'io, che si conosce come esistenza finita ed empirica in rapporto ad altre esistenze. Dalla pura condizione esistenziale del fatto, attraverso la conoscenza, Paci definisce la condizione dell'uomo come personalità morale.
L'io conoscente è la chiara forma della legge morale che fa sì che ogni io, in quanto conosciuto e molteplice e in quanto esistenza, possa diventare soggetto singolo come soggetto di scelta etica. Poiché in virtù del principio di irreversibilità – che, insieme al principio di indeterminazione (impossibilità che il conoscente si conosca a un tempo come conosciuto e come conoscente), è uno dei punti di riferimento del sistema di Paci – la forma non è mai definitiva, e al contempo ogni questione risolta pone sempre nuovi problemi, ne deriva che il realizzarsi dell'esistente "uomo" nella forma significa un continuo progresso che va dal passato, il quale non si può ripetere e non è annullato dal presente, verso il futuro. Il non realizzarsi in questa forma, non seguendo il progresso e arrestandosi a una forma di ordine più basso, costituisce l'immoralità, il male.

### Il negativo come risorsa
La riflessione filosofica di Paci parte dalla consapevolezza del negativo, della mancanza come base e nucleo iniziale dell'esistenza umana. Un negativo che si fonda soprattutto sulla base del tempo e della sua irreversibilità, che ci costringe a fare i conti perennemente con un passato irreversibile, con un futuro sconosciuto e con un presente inesistente perché continuamente in fuga. Ma il negativo si riflette anche nella soggettività e nella limitazione del nostro punto di vista: non possiamo avere nessuna visione della realtà che non sia filtrata dalla nostra "singolarità", dal nostro essere un io. Tuttavia questa "mancanza" eterna, questo limite, è nello stesso tempo una risorsa: il tempo, quindi, non è una condanna per l'uomo, ma è ciò che permette la sua esistenza come temporalità; d'altra parte l'alterità è risorsa proprio in quanto altro da sé. L'io infatti si riconosce solo in quanto confrontato con un altro, e sono quindi gli altri a dare conformazione e identità al nostro io, e questo processo è fruttuoso, forte e orientato se il soggetto sa e si impegna a stringere "relazioni".
Da qui si possono capire le due definizioni date alla filosofia paciana: l'una dello stesso filosofo che definiva il suo pensiero come relazionismo, e l'altra invece di Nicola Abbagnano, che lo definì "esistenzialismo positivo": positivo proprio perché cerca di capovolgere l'insensatezza e la mancanza alla base dell'esistenza in una possibilità, una risorsa di riflessione e progettualità. La vita umana per Paci si fonda infatti su un bisogno (bisogno di senso nel tempo, bisogno di altro); questo bisogno si traduce in un lavoro esistenziale, che implica un consumo: di tempo, di vita, di riflessione. Questo sistema bisogno-consumo-lavoro sta alla base di ogni vita umana. Tuttavia l'uomo ha una possibilità, una possibilità di "salvarsi" dall'insensatezza (o di provarci, quantomeno), e tale possibilità si trova nel lavoro. Il lavoro esistenziale (inteso come l'impegno che si investe nel condurre la propria vita) può infatti essere orientato dalla consapevolezza e dal continuo impegno intellettuale di ricerca di senso anche e soprattutto mediante la relazione. Questa ricerca di senso si traduce, alla base, nell'esercizio dell'epoché.

### L'epoché
Termine fondamentale della filosofia di Husserl, filosofo che Paci ebbe come punto di riferimento per tutta la vita, l'epoché si traduce in una ricerca di senso continua e inesausta che presuppone un abbandono di tutte le categorie di pensiero che siamo abituati ad utilizzare. In questo senso è emblematico l'episodio che Paci stesso racconta riguardo al suo approccio all'epoché. Studente di filosofia, si recò nell'ufficio di Antonio Banfi (il suo "maestro" per eccellenza) per chiedere spiegazioni sul concetto di epoché. Banfi gli chiese di descrivere un vaso che si trovava lì vicino a loro. Tuttavia, qualunque definizione Paci provasse a dare (colore, forma geometrica, uso) cadeva in una categoria di giudizio posteriore all'oggetto stesso, o comunque soggettiva (il colore dipende dalla luce, la forma geometrica si rifà a categorie astratte che l'uomo ha inventato, l'uso è indipendente dall'oggetto stesso).
L'epoché, quindi, si costituisce come ricerca di una visione "originaria". Compito difficilissimo (Husserl lo definiva impossibile ed inevitabile), l'esercizio dell'epoché non si deve tradurre in un'impossibilità di giudizio, ma nella consapevolezza che qualunque giudizio è parziale, soggettivo. Se applicata alla vita, all'esistenza, l'epoché si traduce in una continua ricerca dell'originario, della verità, di una verità ulteriore che si annida nel mondo, negli altri, negli oggetti, nei luoghi, in tutto ciò che forgia la nostra esistenza. Una verità che l'uomo può cercare, e che si annida nel percorso stesso di ricerca e riflessione, e soprattutto nella capacità di creare relazioni autentiche. In Tempo e verità nella fenomenologia di Husserl, Paci individua nell'epoché quasi un carattere religioso, criticando la ridotta disamina del concetto da parte di Martin Heidegger ed Emmanuel Lévinas, che lo considerarono come se si trattasse di un metodo puramente gnoseologico.

### Relazione e riflessione
La relazione è per Paci qualcosa di fondamentale e ulteriore dotato di un profondo significato esistenziale. Paci scriveva che la relazione prescinde i due soggetti che la intrecciano: è un concetto "nuovo", "terzo", che è tanto più significativo quanto più i soggetti sono disposti a farsi mutare consapevolmente da essa e dal lavoro di riflessione che ne segue. La relazione va cercata, coltivata, resa e mantenuta continuamente autentica, anche se conflittuale. La riflessione infine, come salvezza dall'irreversibilità del tempo, ricrea e analizza il passato per ricercarne ancora il senso, e proiettare questa ricerca nel futuro di un progetto. Epoché, riflessione e relazione costituiscono, riassumendo, il lavoro esistenziale di ricerca di senso.
La filosofia di Paci si traduce dunque in una continua, consapevole e dolorosa ricerca di un senso che possa capovolgere la situazione tragica dell'esistenza mediante il lavoro, l'impegno. In questo Paci si distanzia da Jean-Paul Sartre e dalle conclusioni del filosofo francese, che Paci ammirava e considerava uno stimolo continuo per la sua riflessione. Il negativo, infine, sempre presente nell'investigazione filosofica di Paci (ancor di più nell'ultima parte della sua vita), rimane punto essenziale della ricerca umana, laica e faticosa di un senso, di una verità ulteriore.

## Opere[1]
- Enzo Paci, Il significato del Parmenide nella filosofia di Platone, Milano, Principato, 1938.
- Enzo Paci, Principii di una filosofia dell'essere, Modena, Guanda, 1939.
- Enzo Paci, Pensiero, esistenza e valore: studi sul pensiero contemporaneo, Milano-Messina, Principato, 1940.
- Enzo Paci, L'esistenzialismo, Padova, CEDAM, 1943.
- Enzo Paci, Esistenza ed immagine, Milano, Tarantola, 1947.
- Enzo Paci, Socialità della nuova scuola, Firenze, Le Monnier, 1947.
- Enzo Paci, Ingens Sylva. Saggio sulla filosofia di G. B. Vico, Milano, Mondadori, 1949.
- Enzo Paci, Studi di filosofia antica e moderna, Torino, Paravia, 1949.
- Enzo Paci, Il nulla e il problema dell'uomo, Torino, Taylor, 1950.
- Enzo Paci, Esistenzialismo e storicismo, Milano, Mondadori, 1950.
- Enzo Paci, Il pensiero scientifico contemporaneo, Firenze, Sansoni, 1950.
- Enzo Paci, L'esistenzialismo, in Luigi Rognoni e Enzo Paci (a cura di), L'espressionismo e l'esistenzialismo, Torino, Edizioni Radio Italiana, 1953.
- Enzo Paci, Tempo e relazione, Torino, Taylor, 1954.
- Enzo Paci, L'opera di Dostoevskij, Torino, Edizioni Radio Italiana, 1956.
- Enzo Paci, Ancora sull'esistenzialismo, Torino, Edizioni Radio Italiana, 1956.
- Enzo Paci, Dall'esistenzialismo al relazionismo, Messina-Firenze, D'Anna, 1957.
- Enzo Paci, Storia del pensiero presocratico, Torino, Edizioni Radio Italiana, 1957.
- Enzo Paci, La filosofia contemporanea, Milano, Garzanti, 1957.
- Enzo Paci, Diario fenomenologico, Milano, Il Saggiatore, 1961.
- Enzo Paci, Breve dizionario dei termini greci, in Andrea Biraghi (a cura di), Dizionario di filosofia, Milano, Edizioni di Comunità, 1957.
- Enzo Paci, Tempo e verità nella fenomenologia di Husserl, Bari, Laterza, 1961.
- Enzo Paci, Funzione delle scienze e significato dell'uomo, Milano, Il Saggiatore, 1963.
- Enzo Paci, Relazioni e significati, Milano, Lampugnani Nigri, 1965-1966.
- Enzo Paci, Idee per una enciclopedia fenomenologica, Milano, Bompiani, 1973.
- Enzo Paci, Fenomenologia e dialettica, Milano, Feltrinelli, 1974.
- Enzo Paci, Il senso delle parole (1963-1974), a cura di Pier Aldo Rovatti, Milano, Bompiani, 1987.